# Богдан Борусевич
Богдан Міхал Борусевич (пол. Bogdan Michał Borusewicz; нар. 11 січня 1949, Лідзбарк-Вармінський) — польський державний і політичний діяч. Член партії «Громадянська платформа».
Богдан Борусевич був депутатом сейму I, II і III скликань, з жовтня 2005 року займав посаду маршалка Сенату Польщі. За освітою є істориком, в 1975 році закінчив гуманітарний факультет Католицького університету в Любліні. Є почесним громадянином Гданська.

## Виконувач обов'язків президента Польщі
8 липня 2010 року Броніслав Коморовський склав мандат депутата Сейму, зняв із себе повноваження голови Сейму й виконувача обов'язків президента Польщі. Виконувачем обов'язків президента відповідно до Конституції автоматично став маршал Сенату Богдан Борусевич. Того ж дня, 8 липня 2010 року Гжегож Схетина був обраний новим маршалком Сейму, який став новим виконувачем обов'язків президента.

## Нагороди
- орден «За заслуги» І ступеня (2006) — за вагомий особистий внесок у розвиток міжнародного співробітництва, зміцнення авторитету та позитивного іміджу України у світі, популяризацію її історичних і сучасних надбань[4];

## Джерело
- Богдан Борусевич [Архівовано 22 березня 2015 у Wayback Machine.](рос.)